# Zehnsilbler
Der Zehnsilb(l)er ist in der Verslehre bei silbenzählendem Versprinzip ein Versmaß bzw. Vers mit zehn Silben. Gelegentlich, vor allem im Kontext antiker Dichtung, wird auch die Bezeichnung Dekasyllabus verwendet.
In der französischen Dichtung erscheint der Zehnsilbler (vers de dix syllabes bzw. décasyllabe) erstmals im Alexiuslied, einem Chanson de geste (Heldenlied) aus dem 11. Jahrhundert. Er ist das vorherrschende Versmaß im volkstümlichen Heldenlied (vers héroïque) und wird ab dem 13. Jahrhundert auch in der höfischen Lyrik zunehmend beliebt. Bis zur Ablösung durch den Alexandriner im 16. Jahrhundert bleibt er die dominierende lyrische Versform. 
In der Folge tritt er in den Hintergrund, wird aber noch verwendet, so im Epos von Ronsard (La Franciade), in der Satire von D'Aubigne und in der Tragödie von Hardy. Als zehn- oder elfsilbiger vers commun spielt er in der französischen Dichtung weiterhin eine bedeutende Rolle.
Bereits im Alexiuslied erscheint der Zehnsilbler in der gebräuchlichen Form mit Zäsur nach der vierten Silbe und festen Betonungen auf der vierten und zehnten Silbe. Das metrische Schema ist demnach:
××××́ ‖ ××××××́
Wie bei anderen Versmaßen der französischen Dichtung zählt eine unbetonte Silbe am Versende (weibliche Kadenz) nicht mit. Das Gleiche gilt für die Zäsur. Das heißt, dass der Zehnsilbler tatsächlich auch 11 oder 12 Silben aufweisen kann:
××××́(×̆) ‖ ××××××́(×̆)
Formen mit weiblicher Zäsur und nicht elidierbarer unbetonter Silbe erscheinen fast ausschließlich in der altfranzösischen Dichtung, wo man dann von „epischer Zäsur“ spricht. 
Ältere Varianten weisen eine Zäsur nach der 6. bzw. nach der 5. Silbe auf.
In die englischen Literatur wird der vers commun in akzentuierender Form von Geoffrey Chaucer als jambischer Fünfheber (englisch iambic pentameter; ◡—◡—◡—◡—◡—) übernommen und spielt fortan entweder in paarweise gereimter Form als heroic couplet bzw. heroic verse oder ungereimt als blank verse eine dominierende Rolle, vor allem als dramatischer Vers bei Christopher Marlowe und William Shakespeare.
In die deutsche Literatur gelangt die ungereimte Form, eingedeutscht zu Blankvers, vor allem im Zug der Shakespeare-Rezeption und wird von Gotthold Ephraim Lessing durch die Verwendung in dessen Stück Nathan der Weise als Bühnenvers etabliert. Ein Großteil des klassischen deutschen Dramas ist in Blankversen verfasst.